# 龜山島遊覽遭難者之招魂碑
龜山島遊覽遭難者之招魂碑，簡稱大溪招魂碑，是一座位於臺灣宜蘭縣頭城鎮大溪漁港的紀念碑，用於紀念1938年見取丸沈沒事故殉難者而設立。該紀念碑為臺灣至今年代最久遠的海難紀念碑。

## 沿革
1938年5月19日，臺灣總督府交通局鐵道部所屬宜蘭旅行社俱樂部募集龜山島遊覽團，於「國民精神總動員健康週」舉辦龜山島觀光活動，該活動預定19日上午7點在宜蘭驛集合，搭乘火車前往頭圍庄大溪驛至當地漁港乘船，下午5點左右結束回抵宜蘭街。該次遊覽活動共有116名民眾報名參加，並自上午10點安排分批搭船前往龜山島，其中，共有29名乘組員，則於上午9點提前搭乘一艘名為「見取丸」的觀光船離開，然而上午9點半，該船隻於龜山島北部太平洋海面遭遇暴雨及激浪，海水侵入機關室（引擎室），導致船體機關故障，無法運轉，失去動力的見取丸其後遭到巨浪輪番侵襲，最後掀翻顛覆。
頭圍分室警方得知船難消息後，則立即出動數艘救助船前往搜救，同時聯絡蘇澳郡警察課派舟艇支援救援，20日早上7點，船錦丸、東榮丸抵達船難現場，並發現仍存活，來自宜蘭街的林長陽、邱金茂、黃松源、陳某等4人，立即急速將獲救者送至大溪漁港。上午8時，臺北州警務部長佐佐木乘坐飛機抵達宜蘭，前往大溪派出所及海岸邊指揮搜查工作以擴大海域搜救範圍。並要求日本空輸公司提供飛機支援，同時指示蘇澳郡警察課派遣媽宮丸巡航船、基隆水上港務課派遣雙業丸船，並協調數艘漁船一同執行搜救任務。此外，警察課職員、消防組員和來自括宜蘭、羅東、蘇澳、基隆各郡的壯丁團員也全部參與，展開見取丸的搜查行動。
上午10點，搜救小組發現見取丸殘骸，並於下午三點於大里簡海域發現了一具遇難者，即船員阮連福的遺體。雖然經過數天的搜尋和遺族高額懸賞，但未能找到其他生還者或發現其他遇難者的遺體。最終，官方被迫停止搜救行動。失蹤的24人遺體至今下落不明，並被推定在該場事件罹難，其中包括時任羅東街長陳純精長子陳呈雲、宜蘭大鑼世家「林午鐵工廠」林午師傅父親林阿時、大溪保正吳蕃薯之子吳水土，莊文龍祖父莊有根、以及廖瓊枝的母親廖珠桂等人。為表哀悼，臺灣旅行俱樂部於5月26日下午2時於宜蘭公會堂，以佛教儀式舉辦合同慰靈祭，參加祭典者除罹難者家屬外，包括總督府交通局官員、鐵道部職員及宜蘭地方人士六百人。
同年10月13日，為紀念見取丸沈沒事故罹難者，家族共議集資，於於漁港旁設立龜山島遊覽遭難者之招魂碑，戰後時期，由於該紀念碑位於軍方哨所，而曾雜草叢生、遺忘多年。罹難者家屬則組織「龜山會」，每年回到事故現場定期追思祭拜。
當代，該紀念碑經修復後仍持續使用，旁則新建一座涼亭，供人們觀望港口及龜山島的景觀。2023年5月，因應龜山島遊覽遭難者之招魂碑古蹟列冊提報案，宜蘭縣政府文化局經依文化資產保存法施行細則第15條規定辦理現場勘查及召開審查會議，決定將該紀念碑列冊追蹤。
2024年11月1日，因具高度歷史等價值，龜山島遊覽遭難者之招魂碑由宜蘭縣政府文化局指定為縣定古蹟。

## 設計
龜山島遊覽遭難者之招魂碑共分為基壇、碑座、碑身三部份，兩側置石燈籠，燈籠上有落款「昭和拾参年戊寅」、「拾月拾三日吉置」。此外，紀念碑正面浮刻大德清淨地藏裝飾。具招魂、慰靈、追思等功能。
為了紀念這場悲劇並悼念罹難者，該紀念碑正面共設有殉難者名錄，背面則由宜蘭的漢學家連碧榕撰「招魂碑誌」，並詳細描述了當時事故的經過，同時提及建設遺族代表吳蕃薯對於海上亡者的思念，呼籲興建招魂碑始末以表達哀悼之情。

碑文誌記如下：

昭和十三年，歲在戊寅夏令之初，鐵道部所屬宜蘭旅行俱樂部募集龜山島遊覽團，行樂事也。於時，蘭人應募者，約百餘人。乃涓新五月十九日拂曉，於大溪驛集齊，屆期團員畢至，少長咸集，乃乘舟往。舟凡五艘，中有滊動機名約見取丸，先一小時啟航。團員爭先登舟者凡二十七人，是日，天氣晴朗，薰風習習，仰觀宇宙之大，俯瞰滄溟之遠，游目騁懷，逸興遄飛，致足樂也。豈意樂未極而悲生，景未觀而禍起，忽而黑雲四赽，而天地晦冥；風雨驟至，而濁浪排空。後駕之舟，皆反棹而歸，惟見取丸將近龜山，竟被怒濤掀翻而覆矣，時?四月二十日午前九時也。浪稍戢，團員繞舟而登者，約有二十人，俄而浪再起，救援無人，舟覆數次，於是，舟中諸團員漸次沉沒矣。日匠暮，家族聞知，雇舟往拯。黑夜搜尋，天曉始遇救，舟中只存四人耳。事聞於當局暨諸家族，風馳電至，咸集於海澨，遣飛機，駕舟艇，派壯丁，四處尋覓，亘一週開，始得一屍，即舟夫阮連福也，餘二十四屍，皆杳然不知所之。噫！亦慘矣哉！是年秋，吳番薯君，念諸靈棲魂海上，風飄浪擊，靡所歸依，乃集諸家族，謀建招魂碑於海濱，以為憑依之所。眾咸韙之，於是，擇地於公共墓地之側，背山面海，挹爽迎曦，甚得所焉。碑既建，厥工告竣，乃建設道場，誦經拜懺，超度靈魂，棲止於此，俾永久得所憑依焉。嗚呼！沒者諸靈，或素抱未展，或事業已成，未享人間福，忽遭此兇災，樂事竟成禍事，亦殊可痛，也帷是一切有為法，如夢幻泡影，死生顯晦，均為幻化，倏歸於空。諸英靈亦當了脫生死常樂，我竟咸優游棲息於斯碑之下。
昭合十三年旧曆季秋之月下浣            宜蘭連碧榕拜撰
                                      建設遺族代表吳番薯

## 影響
見起丸海難事件發生後，為避免類似事件再度發生，龜山島派出所於1938年6月17日舉行「龜山島避難港」起工式，工程費用約一万丹，實際掘鑿工事於1939年4月才竣工，當年的頭圍庄長門脇芳藏與龜山島民因而於龜山島豎立「漁港開鑿記念碑」紀念，該石碑該碑高100公分、寬45公分、厚13公分，石材為砂岩。